# Thomas Bluget de Valdenuit
Pour les articles homonymes, voir Bluget.
Thomas Bluget de Valdenuit, né le  21 novembre 1763 à Ricey-Bas, les Riceys dans le département de l'Aube et mort le 9 novembre 1846 à Ricey-Bas est un officier d'artillerie émigré, artiste peintre et graveur et haut fonctionnaire français.

## Biographie
Thomas est le neveu de Nicolas Bluget, curé-député des Riceys. Étudiant au collège de l'Oratoire à Troyes, à l'École militaire de Brienne et à l'École militaire de Paris. Il devient officier d'artillerie.
En 1793, il émigre sans perdre ses droits en France passant par la Guadeloupe pour aboutir à New York. Il gagne sa vie comme peintre et portraitiste, il ouvre une école de dessin à Baltimore et il développe la technique de la physionotrace en coopération avec le graveur Charles Balthazar Julien Févret de Saint-Memin .

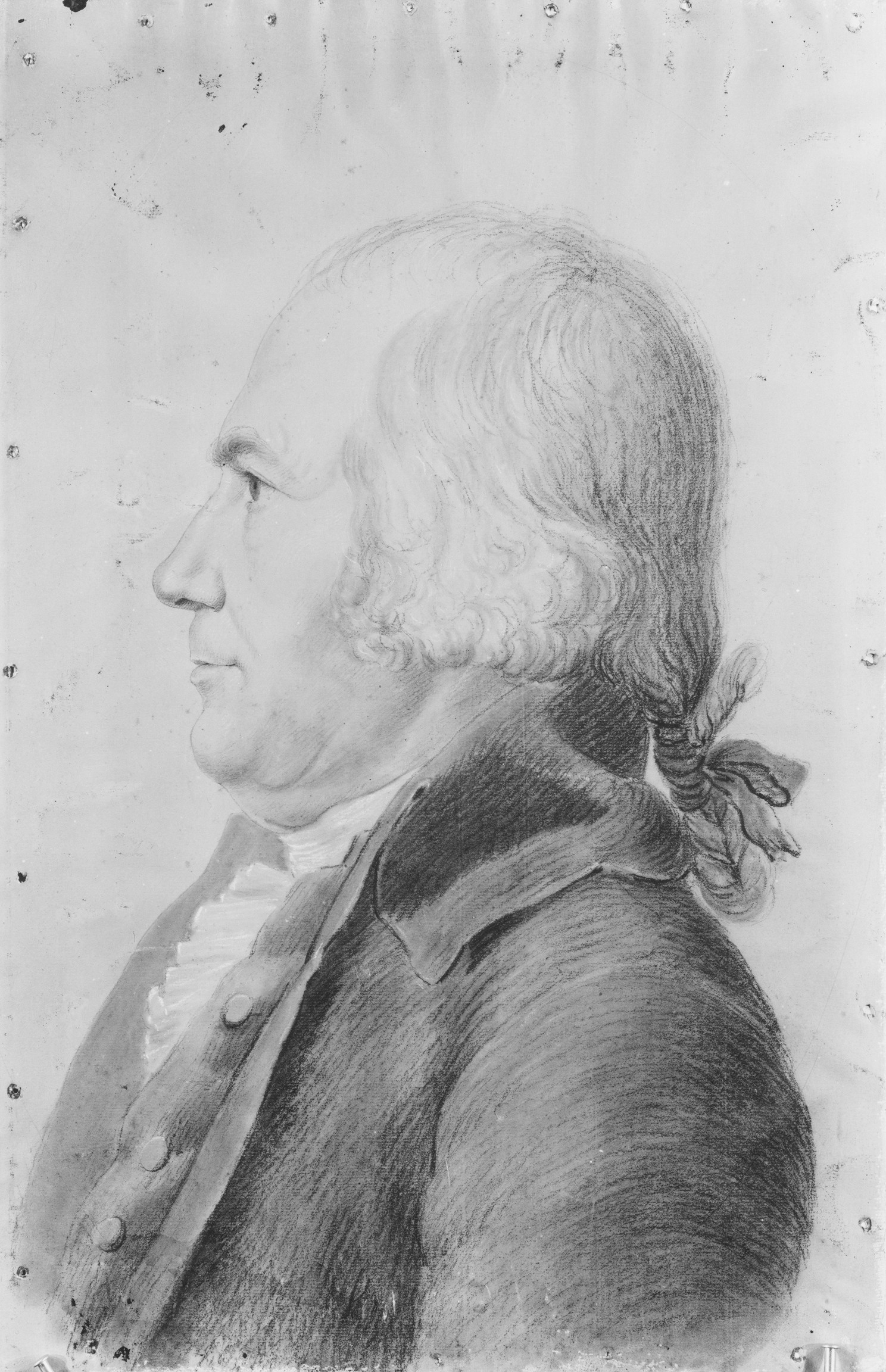
Portrait du gouverneur George Clinton
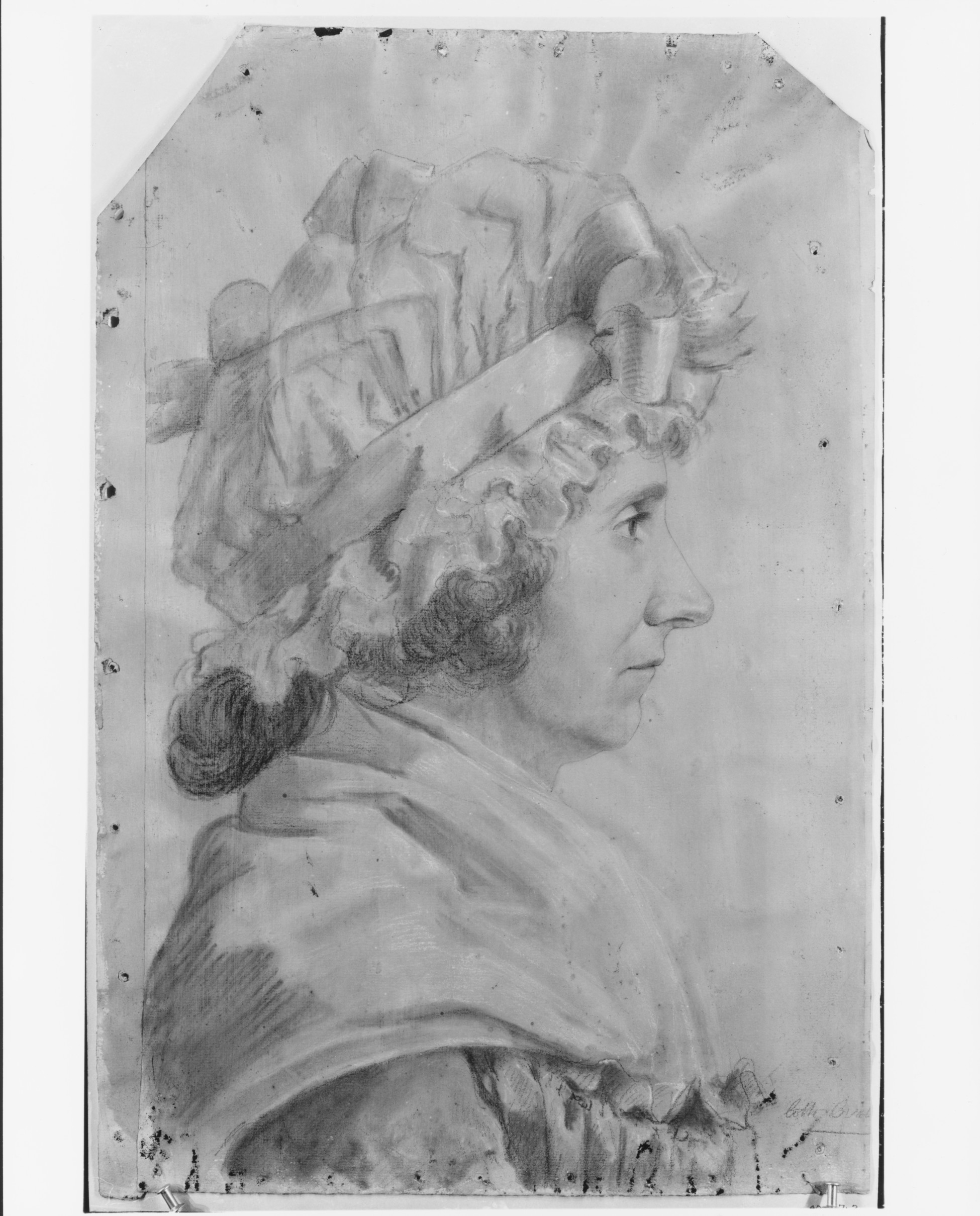
Portrait de Madame Clinton

En 1797, son oncle le curé des Riceys meurt, et Thomas retourne en France pour réclamer son héritage. Riche propriétaire, il est nommé par Napoléon Ier membre du conseil général de l'Aube, entrant ainsi dans l'administration. 

### Parcours administratif
- De l'An VIII (1800) à 1812 : Membre du conseil général de l'Aube[3].
- 1812 : Sous-préfet de Villefranche-sur-Saône sous le Premier Empire ;
- 1814 : Sous-préfet de Lunéville à la Première Restauration ;
- 1815 : Sous-préfet de Châteaudun, aux Cent-Jours, maintenu sous la Seconde Restauration ;
- 1820 : Préfet de la Charente ;
- 1821 : Préfet de la Lozère.

Intéressé par l’œuvre de Joseph-Xavier Tissot, dit Frère Hilarion qui a pour mission de sauver les aliénés, il a fait établir l’hôpital psychiatrique de Saint-Alban. Après un accident en novembre 1823, le préfet se fait traiter pour ses fractures aux bains de la Chaldette à Bagnols-les-Bains, et il va relancer ces bains au sujet desquels il a écrit une Notice sur des substances trouvées dans le bassin de la source thermale de Bagnols. Il fait également démarrer les fouilles d'Anderitum, la capitale gallo-romaine des Gabales, situé à Javols.
- 1828 : Préfet du Jura, destitué en 1830 à l’instauration de la monarchie de Juillet.

En tant que préfet, il est président de la Société d'émulation du Jura. Plus tard, de 1837 à 1845 il en est membre correspondant.